# Cameron Jackson
Cameron Jackson (* 16. února 1986, Děčín) je bývalý český fotomodel a pornoherec účinkující převážně v gay pornografických filmech. Výjimečně účinkoval také v transsexuálních a heterosexuálních filmech.

## Kariéra
Ještě než se stal známým ve videoprodukci, působil jako fotomodel pro fotografy a studia Karel Rok, William Higgins a Jacubs World.
Poté ho objevili režiséři George Duroy (Bel Ami), Dan Komar a Vlado Iresh.
Svou hereckou kariéru začal v roce 2004. Pod jménem Krystof Nikolas pracoval krátce pro společnost William Higgins, pod jménem Cameron Jackson pak pro společnosti AVI Production (značky Raw, Bare a Punkz), Eurocreme, Triumvirate a další. Svůj druhý pseudonym si údajně zvolil dle dvou jím obdivovaných režisérů: Jamese Camerona a Petera Jacksona. Ačkoli je přirozeně po těle zarostlý, ve filmech obvykle účinkoval jako hladce oholený.
Práce pro společnost Eurocreme z něj udělala hvězdu. J. C. Adams o něm v roce 2005 psal v souvislosti s filmem Raw Luck jako o „v současnosti snad nejvíc sexy hvězdě gay porna“. Ve své knize Gay Porn Heroes (2011) jej pak umístil na 10. příčku ve výběru evropských pornoherců a vyzdvihl jeho verzatilitu při účinkování v rozličných žánrech gay porna.
V roce 2007 Cameron Jackson svou hereckou kariéru ukončil a nadále pracoval pro nizozemské studio Staxus jako „lovec talentů“.

## Videografie
Výběr z filmografie Camerona Jacksona (bez kompilací):

### Jednotlivé scény na internetu
2004
- Vráta (Jacubs World)[2]
- Jan (Boy Fun Collection)
- The Seduction of: Jan Strom (Rok's World)
- Screen Test: Krystof Nikolas & Jirka Gregor (14. 11. 2004, William Higgins)

2005
- Casting Couch – Jan (30. 1. 2005, Bel Ami)
- Krystof Nikolas & Ivan Bartok (17. 7. 2005, William Higgins)

### Gay filmy
2004
- Bareback Adventure (AVI)
- Fuck Buddies 2–3 (Maxxximus Muscle)[10]
- Fuck Buddies 5–6 (Dolphin)
- Hey Dude… Wanna Blow Job? (Triumvirate)
- Raw Luck (AVI)

2005
- Airport Security 1 (William Higgins) jako Krystof Nikolas
- Bare Adventure (AVI)
- Bare Balls (AVI)
- Bare Encounters (AVI)
- Bare Hotel (AVI)
- Bareback Fly Boys (AVI)
- Bareback Gym Buddies (AVI)
- Bareback Twink Pack (AVI)
- Bareback Twink Squat (AVI)
- Bareback Twink Street 1 (AVI)
- Boys in the Snow (AVI)
- Educating Eda Rieger (William Higgins) jako Krystof Nikolas
- Formula 69 (Video 69)
- Hard Riders (AVI)
- Ice Dreams (William Higgins) jako Krystof Nikolas
- Inside Jirka Gregor (William Higgins) jako Krystof Nikolas
- Just Bareback, Boys Like It / Twinks Like It… Just Bareback / Blind Eye (Gordi)
- NewsHawks (Reality Czech)
- Raw Rescue (AVI)
- Raw Times (AVI)
- Raw Tricks (AVI)
- SoldierBoy (Eurocreme)
- Wank in the Woods 2005 (William Higgins) jako Krystof Nikolas

2006
- Bare Chat (AVI)
- Boys of Summer (AVI)
- Cockpit Cum Boys (AVI)
- Dream Ticket (AVI)
- Oral Sensations 1 (Bubble B)
- Raw Heroes (AVI)
- Raw Regret (AVI)
- Virgin Tales 2: Revenge of the Virgins (Triumvirate)[10]
- Wet Dream (AVI)
- World Soccer Orgy: Part 1–2 (AVI)

### Transsexuální filmy
- 2004: Transsexual Beauty Queens 24 (Blue Coyote Pictures)
- 2006: Transsexual Beauty Queens 26 (Blue Coyote Pictures)

### Heterosexuální filmy
- 2007: Natural Wonders Superstars 8 (Blue Coyote Pictures)

## Ocenění
- 2005 Venus Awards: Nejlepší gay herec (Bester Gay-Darsteller)[11]
- 2007 European Gay Porn Awards: Nejlepší herec (Best Actor) za Hard Riders[1]
- 2007 European Gay Porn Awards: Nejlepší ejakulace (Best Cum Shot) za Hard Riders[1]